# 田原香理
田原 香理（たはら かおり、旧姓：飯田、1979年4月8日 - ）は、日本の元女子バレーボール選手。

## 来歴
茨城県東茨城郡城里町（旧常北町）出身。ママさんバレーをしていた母親の影響で、中学校1年生からバレーボールを始める。大成女子高校時代、春高バレーに出場した（ベスト8）。
1998年、日立佐和リヴァーレに入部。2001年度から2シーズン主将を務め、V1リーグ（現・チャレンジリーグ）降格、Vリーグ復帰を経験している。
2006年5月に開催された、第55回黒鷲旗全日本選手権大会で日立佐和初の準優勝に貢献。中心選手として、また若いチームのまとめ役として活躍した。
2009年5月、日立佐和を退団し、同年6月トヨタ車体クインシーズに移籍。移籍と同時に登録選手名を飯田香理から田原香理に変更。
2013年6月、現役を引退し社業専念が発表された。

## 受賞歴
- 2001年 -  第3回V1リーグ ブロック賞

## 所属チーム
- 常北中
- 大成女子高等学校
- 日立佐和リヴァーレ（1998-2009年）
- トヨタ車体クインシーズ（2009-2013年）